# Zaino

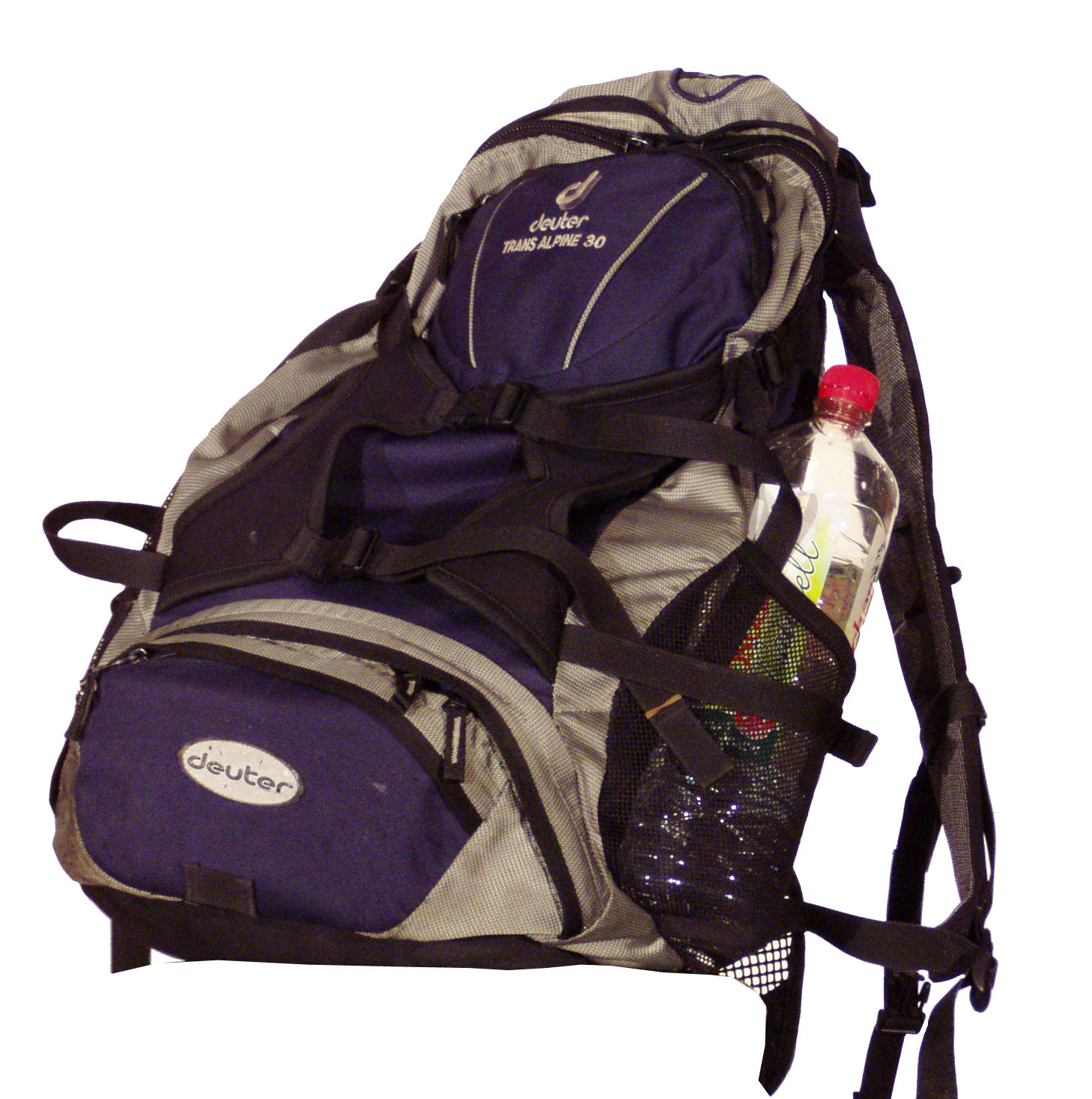
Uno zaino moderno

Uno zaino è, nella sua forma più semplice, una sacca in tessuto caricata sulle spalle di una persona e assicurata con due fasce che vanno sopra le spalle e sotto le ascelle.
Gli zaini sono spesso preferiti alle valigie o alle borse a mano, specialmente dovendo trasportare carichi pesanti per lunghi periodi di tempo, in quanto le spalle, per questo tipo di utilizzo, sono più adatte delle mani.
I grandi zaini, utilizzati per trasportare carichi maggiori di 10 kg, normalmente scaricano la maggior parte del loro peso (fino al 90 %) su cinture imbottite allacciabili sui fianchi: in questo modo le fasce sulle spalle possono essere utilizzate al solo scopo di bilanciare il peso del carico. Questo migliora la possibilità di trasportare carichi pesanti, in quanto i fianchi sono ancora più forti delle spalle e migliora notevolmente l'agilità di chi trasporta lo zaino e il bilanciamento, perché il carico si avvicina ulteriormente al baricentro della persona.
Inoltre lo schienale degli zaini medi e grandi è solitamente rigido per fare sì che venga mantenuta l'ergonomia dello stesso indipendentemente dal modo in cui viene caricato lo zaino e per scaricare ottimamente il peso sul cinturone alla base. Ciò viene ottenuto solitamente mediante l'inserimento nello schienale di lamine in materiale plastico abbinate a barre di alluminio verticali sagomate per un contatto ottimale con la schiena, nei modelli da alpinismo invece è frequente l'uso di veri e propri telai tubolari in acciaio.
Per la chiusura delle varie tasche o per modificare la loro ampiezza si possono utilizzare cerniere lampo, fibbie e chiusura a strappo.

## Storia

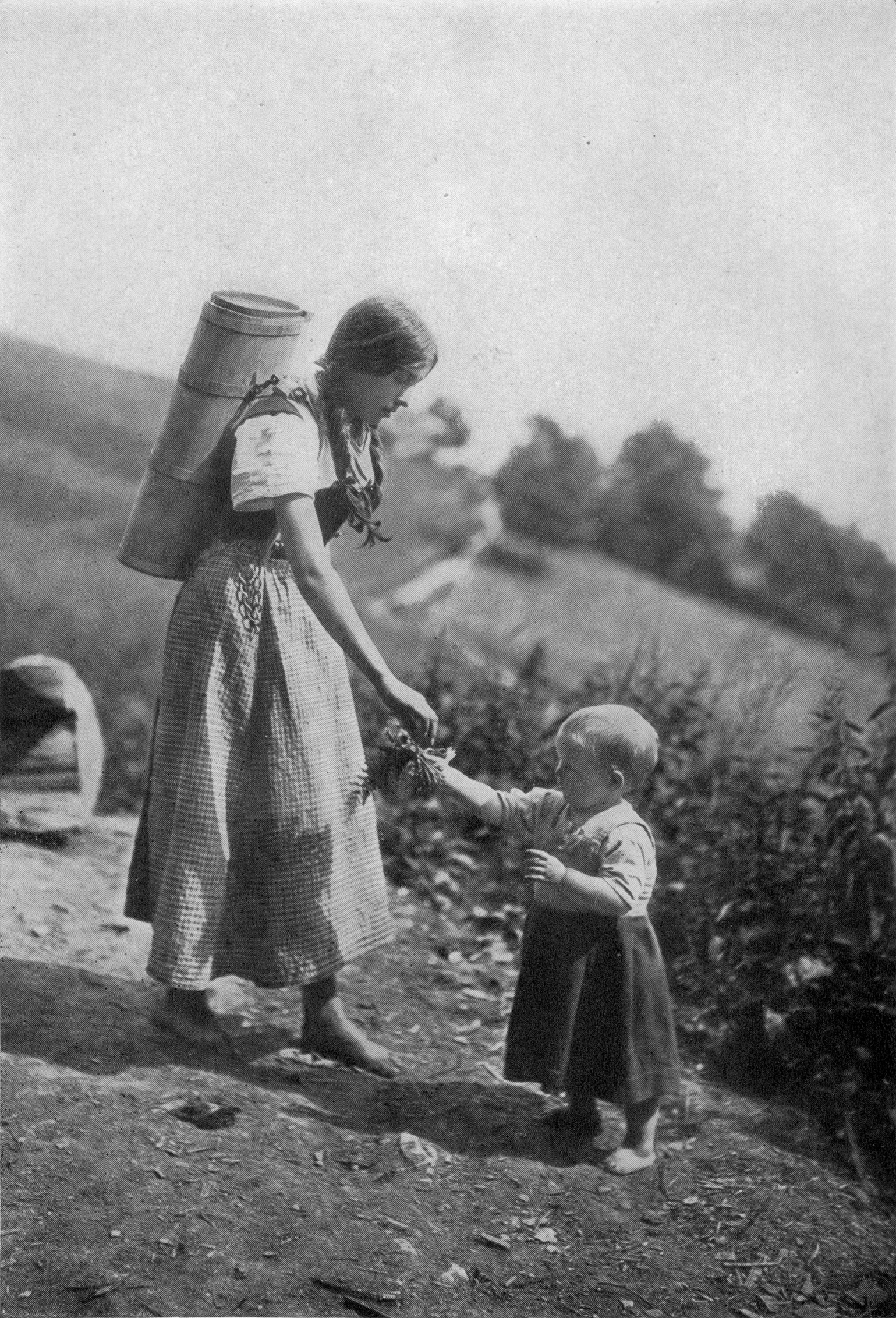
Un precursore degli zaini attuali, in legno, indossato da una ragazza nelle Alpi svizzere (1917)

Il poter trasportare carichi è da sempre stata un'esigenza molto sentita per quelle popolazioni che vivono in montagna.
Quando non c'erano animali sui quali poter contare, era l'uomo che si doveva far carico del trasporto di materiali pesanti o ingombranti quali provviste o legna. Proprio per tali motivi, i primi zaini furono realizzati con materiali rigidi, di solito legno, simili a ceste.
Gli spallacci altro non erano se non delle semplici funi. 
In un contesto alpestre, questi zaini svolgevano egregiamente il proprio lavoro, ma con il tempo e l'evolversi dei materiali, si iniziarono a produrre zaini in pelle animale o tela, spesso con inserti in pelle nei punti di maggior sollecitazione, usura o per le cinghie di chiusura, mentre gli spallacci si allargarono e furono integrati da cinghie poste all'altezza del petto, della cintola o in entrambi i punti, divenendo più confortevoli, così da poter aumentare il carico trasportato con minore fatica, specialmente su terreni scoscesi.
Ancora oggi, nelle regioni montane o alpine, si producono zaini in pelle naturale o scamosciata di semplice foggia, usati principalmente per la caccia. Oltre al pellame, si usa, di solito, il panno di loden (Trentino-Alto Adige).
In ambito militare moderno, la tela fu usata per decenni per la sua economicità e velocità di produzione in grandi numeri, soppiantando gli zaini rigidi, poco confortevoli e scarsamente capienti. 
Materiali più specifici sono il nylon e la cordura, un tessuto sintetico molto robusto e resistente all'abrasione.
Fu proprio in ambito militare che gli zaini di grande volume subirono il loro maggior progresso ed oggi molti materiali, ma anche le fogge per il mercato civile, riprendono e hanno fatte proprie queste evoluzioni.
Anche l'alpinismo ha contribuito allo sviluppo di forme e materiali, in quanto proprio in tale disciplina sportiva gli zaini sono sottoposti a maggiori carichi e stress dinamici.

## Classificazione degli zaini
A seconda della capacità di carico, gli zaini si possono dividere in tre grandi gruppi: zaini piccoli (fino a 40 litri) adatti ad escursioni giornaliere, quelli grandi (da 40 a 65 litri) utilizzabili per trekking e infine quelli che vengono adottati per l'alpinismo o per usi militari (più di 65 litri) specie per spedizioni in aree remote.

## Usi speciali

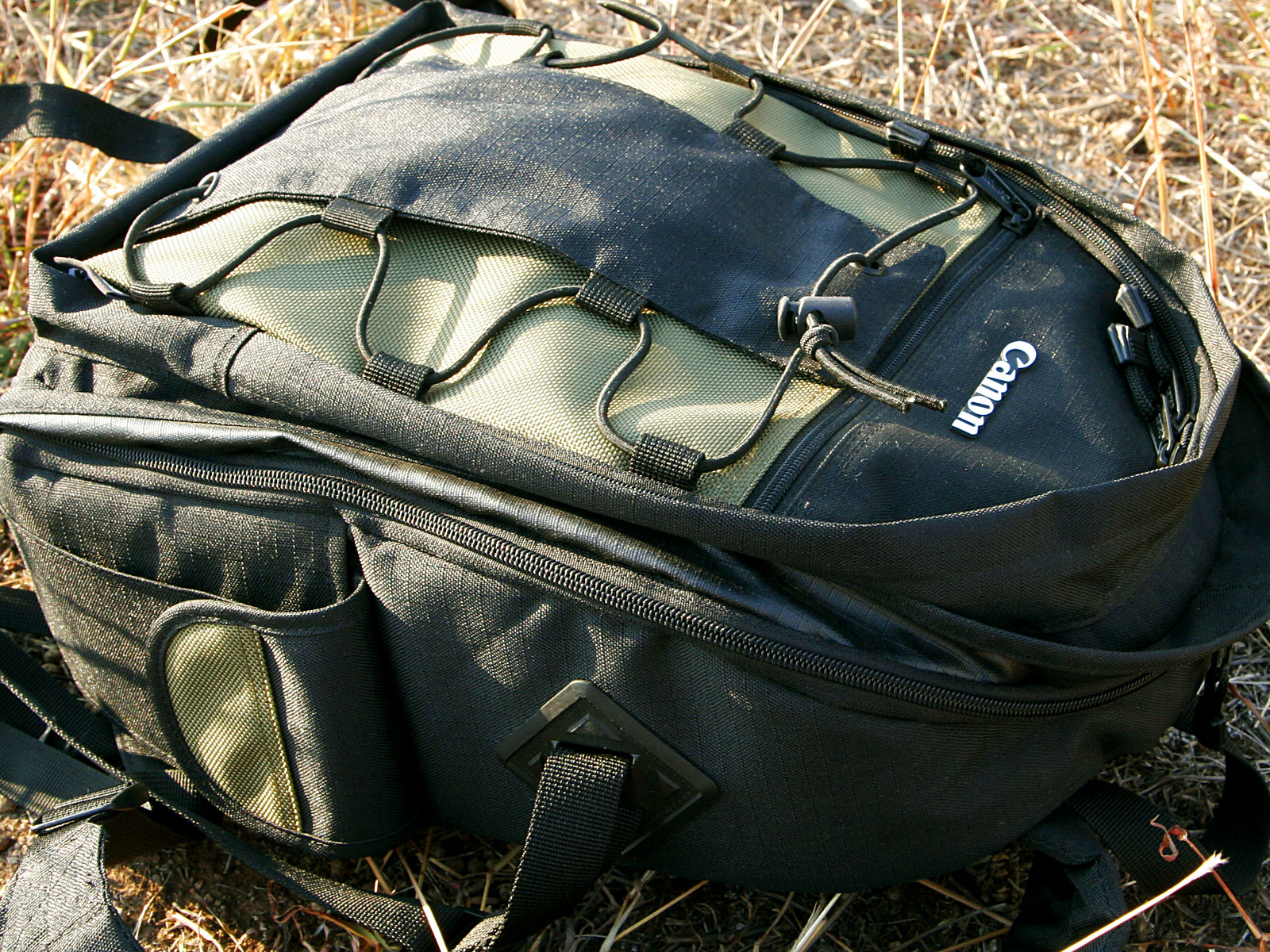
Zaino per attrezzatura fotografica

Alcuni zaini sono specificatamente progettati per trasportare particolari oggetti. Esempi comuni sono gli zaini utilizzati per oggetti di grande valore, come ad esempio computer portatili e corredi fotografici.
Esistono anche modelli specifici per il salvataggio.
Sul mercato esistono poi zaini per il trasporto di grandi oggetti come pattini a rotelle, skateboard o anche zaini dotati di un piccolo serbatoio con un tubicino collegato, tramite il quale chi sta trasportando lo zaino può bere ed idratarsi senza doversi necessariamente fermare (tale sistema è comunemente noto come "Camelbak" o "camel bag"): quest'ultimo tipo di zaino è utilizzato per escursioni su sentieri, trekking e per l'alpinismo.